# 11. Arrondissement (Marseille)
Das 11. Arrondissement ist ein Arrondissement (Stadtbezirk) der südfranzösischen Stadt Marseille. 2008 lebten hier 57.183 Menschen.

## Lage und Stadtviertel
Das Arrondissement befindet sich im Osten des Stadtgebiets. Im Norden grenzt es an das 12. Arrondissement, im Osten an Allauch, La Penne-sur-Huveaune und Aubagne, im Süden ans 9. und im Westen ans 10. Arrondissement.
Offiziell unterteilt sich das Arrondissement in elf Stadtviertel:
- Les Accates
- La Barasse
- Les Camoins
- Éoures
- La Millière
- La Pomme
- Saint-Marcel
- Saint-Menet
- La Treille
- La Valbarelle
- La Valentine

## Infrastruktur
Im 11. Arrondissement befindet sich seit 2007 das Gefängnis für den Jugendstrafvollzug (Établissement pénitentiaire pour mineur – EPM) La Valentine. Zwischen 2007 und 2016 haben über 2400 Jugendliche zwischen 13 und 18 Jahren die Anstalt durchlaufen. Die Rückfälligkeit lag in diesem Zeitraum bei unter 10 %. Rückfällige gelangen meist in das Erwachsenengefängnis Les Baumettes.

## Religion
Es gibt mehrere Kirchen, zwei Synagogen und drei Moscheen.